# 제1대 타운젠드 후작 조지 타운젠드
 육군원수제1대 타운젠드 후작 조지 타운젠드(George Townshend, 1st Marquess Townshend, PC, 1724년 2월 28일 - 1807년 9월 14일)은 영국의 육군 군인, 정치가, 귀족이다.
오스트리아 왕위 계승 전쟁과 7년 전쟁에 종군했다. 특히 7년 전쟁에서 1759년에 아브라함 평원 전투에서 영국군의 총지휘관이었다. 휘그당 정치인으로도 활약하고 아일랜드 총독(재임 1767년 – 1772년)과 보급청장(재직 1772년 - 1782년, 1783년 - 1784년)을 지냈다. 군인으로서의 최종 계급은 육군 원수이다.
1764년에 아버지로부터 제4대 타운젠드 자작의 작위를 계승하였고, 1787년에는 타운젠드 후작으로 봉작되었다.

## 생애
1724년 2월 28일 제3대 타운젠드 자작 찰스 타운젠드와 그의 아내 오드리 (니 해리슨)의 장남으로 태어났다. 이튼 컬리지를 거쳐 세인트 존스 대학교 (케임브리지)에 진학했다. 1743년 여름에 육군에 자원 입대하여, 1745년 4월에는 제7기병 연대의 대위가 된다. 1743년 6월 오스트리아 왕위 계승 전쟁의 데팅겐 전투에서 첫 실전 경험을 얻었다. 그는 1745년 4월에 제7기병연대의 대위가 되어, 네덜란드에서 작전을 했다. 자코바이트가 반란을 일으켰을 때, 1746년 4월에 컬로든 전투에서 싸웠고, 컴벌랜드 공작의 보좌관으로 임명되어 1747년 2월에 제20연대로 이동했다.(이 전투에서 컴벌랜드 공작은 학살자로 악명을 떨쳤다.) 오스트리아 계승 전쟁의 막바지인 1747년 7월에는 라우펠트 전투에 참전했다.
벨기에에서 복무를 하고 있을 때, 작위를 계승하여 1764년까지 노퍽 선거구에서 선출된 휘그당 소속의 하원 의원을 역임했다. 1748년 2월 25일에 제1근위보병 연대의 부대장이 되었고, 중령으로 승진했다. 1750년 컴벌랜드 공작과 대립하면서 일시적으로 군무를 떠나 정치 일에 집중했다. 1751년에는 컴벌랜드 공작의 군사적 식견을 심하게 비판하는 논평을 섰다. 하원 의원으로 1757년 민병대 법(Militia Act 1757)의 성립에 기여했다. 1758년 4월 군무에 복귀하여 다음 달 5월 6일에 대령으로 승진했다. 이듬해인 1759년 6월에는 제64보병 연대의 연대장에 취임하면서 7년 전쟁에서 여단 지휘관으로서 캐나다에 파견되었다.

### 7년 전쟁
퀘벡에서 제임스 울프 장군의 지휘 하에 있었지만, 1759년 9월 13일의 아브라함 평원 전투에서 울프가 전사하고, 부사령관인 로버트 멍크튼이 부상을 당했기 때문에 대신 영국군의 지휘를 맡았다. 동년 9월 18일에 퀘벡의 항복을 수락했다. 그러나 그가 울프를 상당히 경멸해서(그가 그린 울프의 캐리커처는 캐나다 최초의 카툰이 되었다.), 영국으로 돌아왔을 때 그 이유로 상당한 비난을 받았다. (울프는 나라의 영웅이 되었던 것이다.) 그럼에도 불구하고, 1759년 10월에는 제28보병 연대의 연대장이 되었다. 1760년에는 추밀고문관이 되었다. 1761년 3월 6일에는 소장으로 승진하여, 같은 해 7월에는 벨링하우젠 전투에 참가했다. 1762년 5월, 스페인의 포르투갈 침공 시 포르투갈 방어를 위해 영국-포르투갈 연합군 사단의 지휘했다.

### 전후

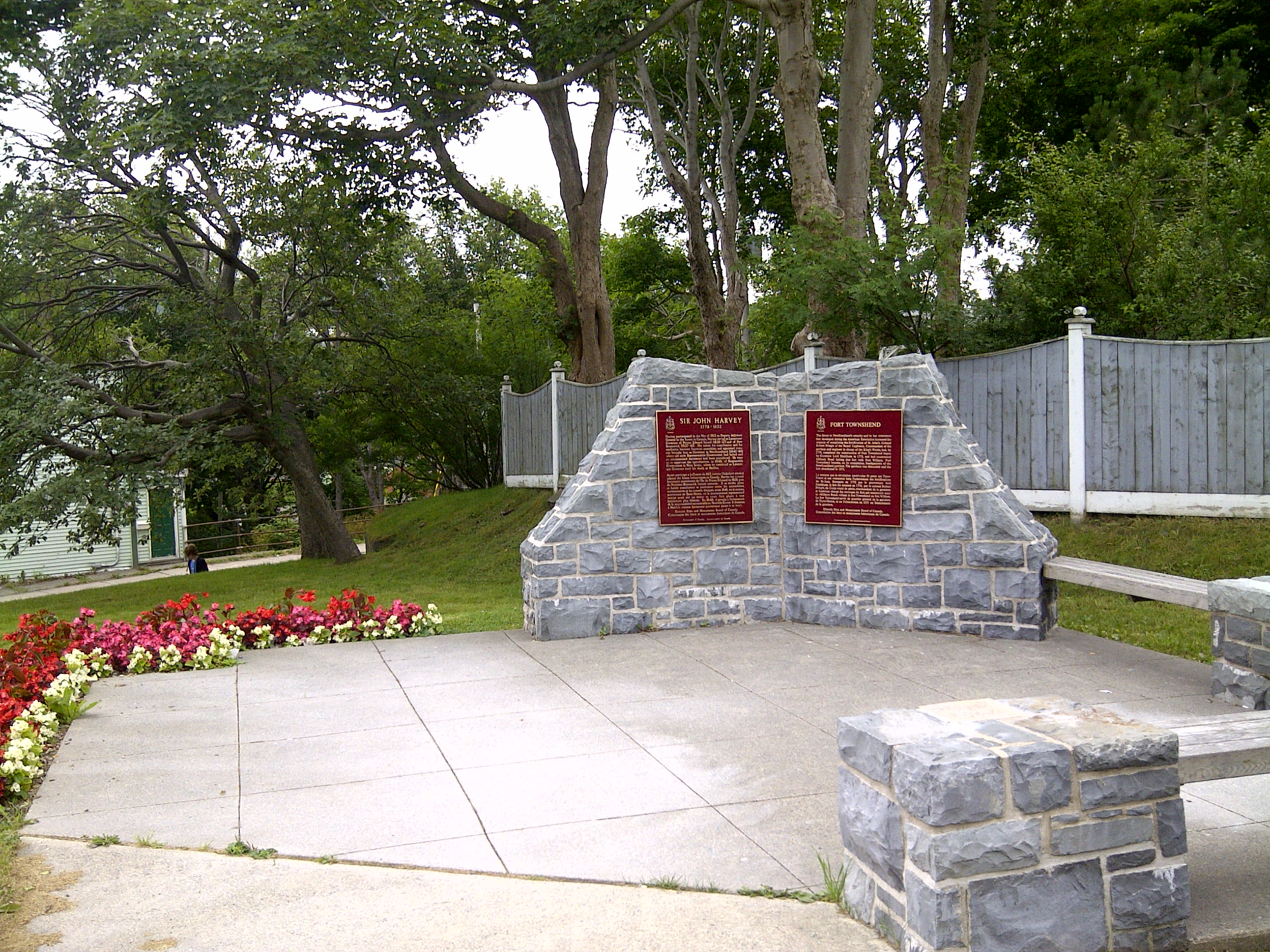
뉴펀들랜드 래브라도의 타운젠드 요새터

1763년 3월에는 조지 그렌빌 내각에서 보급청 부장관에 취임했다. 1764년 5월에는 아버지의 죽음으로 타운젠드 자작 작위를 계승하고, 귀족원 의원이 되었다.

## 아일랜드 총독
1767년 8월에는 채텀 백작 (윌리엄 피트) 내각에서 아일랜드 총독으로 취임했다. 아일랜드의 부패 퇴치와 경제 개선을 목표로 했다. 당시 아일랜드 의회는 의회 운영 계약자라는 유력자에 지배되었다. 그들을 견제하기 위해 총독부 더블린 성에 모여 있던 ‘성내파’(Castle Party)를 지원, 육성하려고 했지만, 의회 운영 계약자의 격렬한 저항을 샀고 개혁은 충분한 효과를 거두고 못했다. 아일랜드 인민들로부터 인기가 전혀 오르지 않았다. 그가 미움을 받았던 것은 영국 본국에 충실하고, 본국의 사정으로 아일랜드를 통치하려 했기 때문이었다. 1770년 4월 30일에 중장으로 승진했다. 1772년 9월 아일랜드 총독을 퇴임했다.

## 이후
1772년 10월에는 노스 경 내각의 보급청장에 취임했다. 아일랜드에서 인기를 얻지 못한 외유의 결과로 1773년 2월 2일 아일랜드 동료였던 벨로몬트 백작과 결투를 벌여 총탄을 사타구니에 쏘아 중상을 입혔다. 1773년 7월에는 제2 근위기병 연대의 연대장이 되었다.
1779년, 뉴펀들랜드 총독인 리처드 에드워즈는 타운젠드 경의 이름을 따서 타운젠드 요새를 세우는 작업을 시작했다. 1782년 3월에 제2대 로킹엄 후작 찰스 왓슨 – 웬트워스가 집권을 하고 총리가 되자 보급청 장관을 사임했다. 1783년에 폭스 - 노스 연합 내각이 성립하여 보급청 장관에 재임되었지만, 이듬해 1784년에 윌리엄 피트가 정권을 잡으면서 다시 사직했다.
1782년 11월 26일에 대장으로 승진했다. 1787년 10월 27일에 영국 귀족 작위가 승작되어 타운젠드 후작이 되어 1792년 2월에 노퍽의 군주(Lord Lieutenant of Norfolk)로 취임했다. 1794년에는 킹스턴 어폰 헐 총독이 되었고, 다음 해 1795년 7월에는 첼시 왕립 병원의 병원장으로 취임했다. 1796년 7월 30일에는 육군 원수로 승진했다.
1807년 9월 14일에 노퍽 자택의 레이엄 홀에서 사망했고, 그곳의 가족묘에 묻혔다.

## 참고 문헌
- Heathcote, Tony (1999). 《The British Field Marshals, 1736–1997: A Biographical Dictionary》. Barnsley: Leo Cooper. ISBN 0-85052-696-5.
- Bartlett, Thomas. "Viscount Townshend and the Irish Revenue Board, 1767-73." Proceedings of the Royal Irish Academy, Section C (1979): 153-175. in JSTOR
- Bartlett, T. "Opposition in late eighteenth-century Ireland: the case of the Townshend viceroyalty", Irish Historical Studies 22 (1980–81), 313–30 in JSTOR
- Bartlett, T. "The augmentation of the army in Ireland, 1767–1769" English Historical review 96 (1981), 540–59 in JSTOR
- Powell, Martyn J. 〈Townshend, George, first Marquess Townshend (1724–1807)〉. 《옥스포드 영국 인명 사전》 온라인판. 옥스포드 대학교 출판부. doi:10.1093/ref:odnb/27624. (Subscription 또는 UK 공공도서관 회원 필수.)